# Епархия Антеополя
Епархия Антеополя (лат. Dioecesis Antaeopolitana) — упразднённая епархия Александрийского патриархата, в настоящее время титулярная епархия Римско-Католической церкви.

## История
Античный город Антеополь, идентифицируемый сегодня с населённым пунктом "Qaw el-Kebir", находящимся на территории современного Египта, до VI века был центром одноимённой епархии Александрийского патриархата. Епархия Антеополя входила в митрополию Антиное.
С 1725 года епархия Антеополя является титулярной епархией Римско-Католической церкви.

## Епископы
- упоминается в 325 году — епископ Диос ;
- 431—451 — епископ Макарий ;
- 458—459 — епископ Аполлоний ;
- епископ Макробий;
- 23.07.1725 — 19.11.1736 — епископ Цефал (VI век).

## Титулярные епископы
- епископ Францишек Антони Кобельский  — назначен епископом Каменца-Подольского;
- 11.02.1737 — ? — епископ Carmine Cioffi ;
- 14.04.1817 — 2.05.1828 — епископ Matthias Paulus Steindl ;
- 5.07.1842 — 25.12.1855 — епископ Giovanni Domenico Faustino Ceretti O.M.I.[1] ;
- 17.07.1950 — 23.03.1955 — епископ Silvio Luis Haro Alvear  — назначен епископом Ибарры;
- 4.06.1955 — 9.11.1978 — епископ Ubaldo Teofano Stella Jhlty O.C.D. ;
- вакансия.

## Источник
- Annuario Pontificio, Libreria Editrice Vaticana, Città del Vaticano, 2003, стр. 754, ISBN 88-209-7422-3
- Pius Bonifacius Gams, Series episcoporum Ecclesiae Catholicae, Leipzig 1931, стр. 461  (лат.)
- Konrad Eubel, Hierarchia Catholica Medii Aevi, vol. 5, стр. 89; vol. 6, стр. 86; vol. 7, p. 79  (лат.)
- Michel Lequien, Oriens christianus in quatuor Patriarchatus digestus, Parigi 1740, Tomo II, coll. 601—602  (лат.)
- Klaas A. Worp, A Checklist of Bishops in Byzantine Egypt (A.D. 325 — c. 750), Zeitschrift für Papyrologie und Epigraphik 100 (1994) 283—318  (англ.)
- La Gerarghia Cattolica